# Sports City Stadium
Sports City Stadium är en planerad idrottsarena i Qatars huvudstad Doha. Stadion är tänkt att byggas till världsmästerskapet i fotboll 2022. Stadion är tänkt att ha en kapacitet på 47 560 åskådare.